# Tomasz Tesznar
Tomasz Tesznar (ur. 1975) – poeta, tłumacz i aktor.

## Życiorys
Tomasz Tesznar urodził się w 1975 roku w Krakowie. Ukończył XIV Liceum Ogólnokształcące im. Mikołaja Kopernika w Krakowie, zdając maturę w 1994 roku. Wybrał studia w zakresie filologii angielskiej na Uniwersytecie Jagiellońskim w Krakowie. Tytuł magistra uzyskał w 2001 roku. Działa w grupie teatralnej "Między Wierszami" w teatrze "Scena 5 na 3".

## Twórczość
Tomasz Tesznar tłumaczy z angielskiego na polski i z polskiego na angielski. Przyswaja literaturę piękną, piśmiennictwo historyczne i poezję. Współpracował z kilkoma wydawnictwami, jak "Zysk i S-ka", "Zielona Sowa" i W.A.B.. Przełożył kilkadziesiąt książek, między innymi powieści Jane Austen, Jacka Londona, Josepha Conrada i Sue Townsend.